# 碁石
碁石（ごいし）は、囲碁、連珠に使用する用具で、黒・白2色の円盤形の物体である。黒白2色で一揃いとなり、碁笥（ごけ、または、ごす）ないし碁器（ごき）と呼ばれる容器に入れておく。囲碁を行う上では単に「石」と呼んだりする（※当項目でも以後は“石”と表記する）。
ゲームを行う上では黒181個、白180個を用意する（ただし、この個数にルール上の意味はなく、対局中に不足した場合はアゲハマを同数交換したり、余所から持ってくるなどの形で適宜補充する）。連珠では「珠」と呼び、黒113個、白112個を用意するが、実際には60個程度ずつで差し支えない。

## 形態
石の大きさは白石が直径21.9mm（7分2厘）、黒石が直径22.2mm（7分3厘）。黒石のほうが若干大きくなっているのは、白が膨張色でやや大きく見えるためで、このように若干の差をつけることにより、人間の目にはほぼ同じ大きさであるように見える。厚さは6mm - 14mm程度まである。厚みは号数で表され、25号でおよそ7mm、40号でおよそ11mmで、一般に、厚いものほど打った時の音が響き、高級品とされるが、持ちにくくなる上に盤との接触面が狭いため揺れたり動いたりしやすくなる。60号近いものも存在するが、34号以上は十分高級である。9mm前後（32 - 34号）のものが持ちやすく、最も多く用いられている。
中国では片面が平らになった碁石も使われており、検討する際に裏返すことで元の局面に戻しやすくなる利点がある。
「石」と呼ばれるが素材は必ずしも石材のみが用いられてはいない（後述#碁石の歴史を参照）。黒石は那智黒、白石は碁石蛤の半化石品が最高級とされる。蛤の白石には「縞」という生長線が見られ、細かいものほど耐久性が高い。日本棋院では、日向産の白石は主に色のつき具合と縞目模様を基準として「雪印」「月印」「花印」の３ランクに品質分けし、メキシコ産はホーロー質の縞目の表れ具合を基準として「雪印」「月印」「実用」の３ランクに分類している。練習用には硬質ガラス製のものなどが使用される。石は使用によって破損し、小さなものをホツ、周辺の欠けたものをカケという。碁器の中の石をかき混ぜて音を立てる行為はマナー違反とされている。

## 碁石の歴史

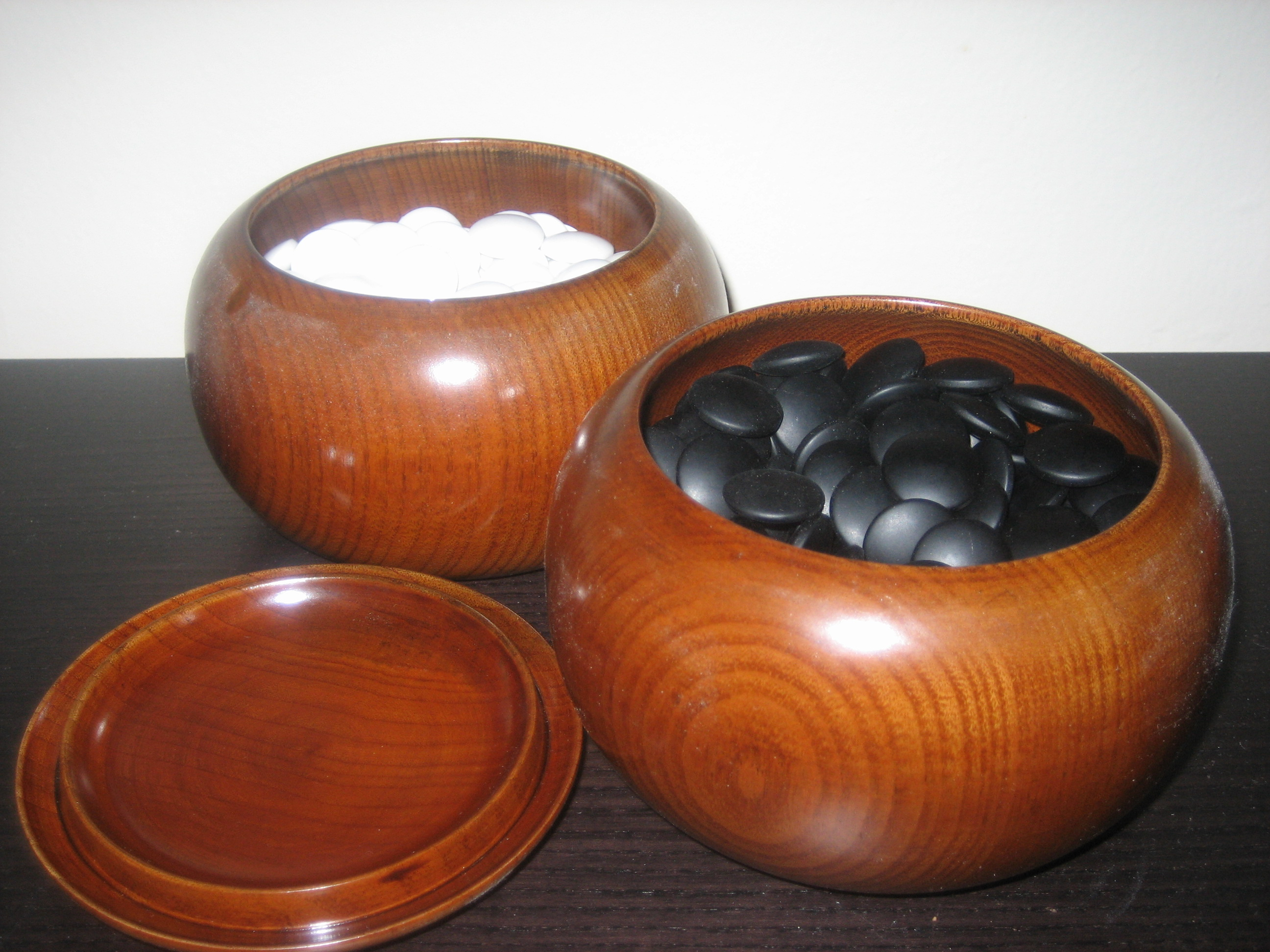
碁笥に入れられた碁石

古くは『風土記』（733年頃成立）に碁石に関する記述が見られ、『常陸国風土記』に鹿島のハマグリの碁石が名産として記述されている。また『出雲国風土記』に、島根県の「玉結浜」の記載があり、この海岸からは碁石に適した石が採れたという。奈良県の藤原京で発掘された碁石は丸い自然石で、材質は黒石が黒色頁岩、白石が砂岩。7世紀末 - 8世紀始めに使用されていたと推定される（週間碁）。自然石の碁石は江戸期まで使用された。本因坊道策が幼い頃使ったという碁盤と自然石の碁石が現存している。
正倉院に所蔵された聖武天皇愛用の碁石は紅牙撥鏤碁子（こうげばちるのきし)と名付けられ、直径1.6cm 厚さ0.8cm、象牙を染めて花鳥の文様を彫り付けたものであり、色は緑と紅色である。弘仁2年の文書では320枚があったと記載されているが、現存するのは252枚である。『源氏物語絵巻』では碁石は黒と白のものが使用されていることが分かる。
現在は黒は黒色の石を用い、那智黒石（三重県熊野市で産する黒色頁岩または粘板岩）が名品とされる。白はハマグリの貝殻を型抜きして磨いたものである。碁石の材料となるハマグリの代表的な産地は古くは鹿島海岸や志摩の答志島、淡路島、鎌倉海岸、三河などであった。鹿島のハマグリは殻が薄く、明治期の落語の速記本に「せんべいの生みたく反っくりけえった石」と描写されるように、古い碁石には貝殻の曲線どおり、薄くて中央が凹んだものがある。その後、文久年間に宮崎県日向市付近の日向灘沿岸で貝が採取されるようになり、明治中期には他の産地の衰退と共に日向市のお倉が浜で採れるスワブテ蛤が市場を独占し上物として珍重された。現在では取り尽くされてほとんど枯渇してしまっているが、製造技術は引き継がれている。
現在一般に日向市産として出回っているものはメキシコ産の蛤を日向市で加工・製造したものである。白石と黒石は価格が違い、ハマグリ製の白石が非常に高価で、業者によっては黒石は「那智黒石付き」と、白石のおまけ扱いにしている。高級品は貝殻の層（縞のように見える）が目立たず、時間がたっても層がはがれたり変色したりしない。
ハマグリの碁石は庶民が気軽に買えるものではなく、明治期には陶器や竹製の安物の碁石が存在した。大正時代にガラスの碁石が試作されたが、当初は硬化ガラスではなく普通のガラスだったので、脆く割れやすかった。その後プラスチックや硬質ガラス製の製品が出回り、安価な用具の大量生産が囲碁の普及に果たした役割は大きいと言える。近年では持ち運び用のマグネット製のものもある。メノウ製の高級品もある。
中国では古代には木で碁石を作ったらしく、中国呉の時代（222年 - 280年）に書かれた『博奕論』（韋曜）に「枯棊三百」 と記されている。「枯棊」とは、木でできた碁石のことを指し、日本の寛永年間（1624年 - 1644年）の『玄玄棊經俚諺鈔』という解説本には、「碁石は元と木を似て造る、故に枯棊と云う」と注記している。また碁石は300個が定数であったことも記されている。時代が下ると、高級な碁石は「玉（ぎょく）」と呼ばれる一種の宝石から作られた。
中国唐代の『杜陽雑編』という書物に、宣宗帝年号大中年間（847年 - 860年）に日本一の碁の名手である日本の王子が来朝し、中国一の名手と対戦する逸話の記載がある。日本の王子は日本には冷暖玉という宝石の碁石があることを物語り、「本國の東に集真島有 島の上に凝霞臺とて臺上に手譚池あり 池中に玉子を出す 製度によらされども自然に黒白明分有 冬ハ暖く夏は冷也 故に冷暖玉とぞにいふ 日本の王子入唐して此石を冷暖玉として唐朝へ進上せらると載たり」と記されている。 玉の碁石は割れやすく、日本のように音を立てて盤に打ち付けるということはなかった。中には石一個が銀貨二枚に相当するとされるほど高価なものもあったが、かつての名品の多くが、碁は退廃的として攻撃された文化大革命時代に収集家から奪われるなどして散逸してしまった。

## 碁石の素材
現在は以下のような素材で作られた碁石が存在する。
- 蛤（宮崎県日向市産）/那智黒石（三重県熊野市産）
- 瑪瑙碁石（中国産）
- 云子碁石（中国碁石）（中国産・瑠璃製、黒石は光を透過させると緑色に見える特徴がある）
- 硬質ガラス碁石（日本産/韓国産）
- ユリア樹脂製碁石
- プラスチック碁石
- プラスチック重量石（通常のプラスチックより重く、打ち味が比較的良いとされる）
- マグネット碁石

## 碁笥
碁笥（ごけ、または、ごす）とは、碁石を入れる容器。碁器（ごき）とも呼ばれる。白石用と黒石用の2個で1組となっている。材質は最高級品は桑（特に御蔵島産の「島桑」が珍重される）、次いで柿、紫檀、黒檀、一般的に用いられているものは欅、花梨、桜、楠、ブビンガ、栗、棗、合成樹脂などがある。表面は木地を出すことが多いが、凝ったものには蒔絵や鎌倉彫を施したものも見受けられる。古くは合子（ごうす）と呼ばれ、正倉院には撥鏤棊子とセットで渡来した精緻な美術品である「銀平脱合子」が収蔵されている。江戸時代には筒型に近い本因坊型と、丸みのある安井型があった。現代で使われているのは安井型に近いものが多い。計点制ルールでは、内部が蜂の巣状で石数180個が確認しやすい独特の碁笥を用いる。
なお、碁笥には蓋があり、対局中にアゲハマを入れておくのに用いられる。

### 碁笥の呼称問題
碁笥の素材については上記のほかにも色々な種類の木が用いられるが、外国から輸入した木材を木目や質感が似ていることから「新○○」と称していることが多く、混乱を招いている。例えば、輸入木材であるマホガニーは「新サクラ」、棗は「新ケヤキ」、ケンパスを「新カリン」などと銘打って販売されていることが多い。しかし、木目や質感が似ているからと言って、本来の名前を無視してサクラやケヤキの名を冠するのはどうなのかという議論が近年ネット上で見受けられるようになった。碁盤に関しては「新カヤ」はスプルース材、「新桂」はアガチス材という輸入材であることが知られるようになってきたが、碁笥に関しては碁盤ほどではなく、素材を輸入材と知らずに買うビギナーも多い。この問題に関して良心的な店では新サクラ等の呼称を使わずマホガニー製、棗製と本来の名称で呼ぶ店もある。

## 色
過去には緑や赤など様々な色や柄の碁石も存在したが、現代では先手番が黒、後手が白に統一されている。

### グリーン碁石
通常の碁石は白と黒の2色を用いるが、目に優しいとされる緑系の色を用いたグリーン碁石も少数ながら使用されている。これは眼精疲労に悩んだ作家の夏樹静子が発案し広めたもので、黒の代わりに濃い緑を、白の代わりに薄い緑を用いている。素材は硬質ガラスで、厚さは使いやすく9mmで作られている。普通の白黒の碁石に比べて値段は高い。日本棋院の一般対局室の一部で使用されている。

## 子
碁石は一般には何個と数えるが、囲碁用語としての助数詞は「子（もく）」である。しかしながら、囲碁用語特有の読み方のため、「もく」と読めずに本来は誤読の「子（し）」が広まっている。一方で、碁石を指すのに「目（もく）」を当て字として使った例もある。置き碁というハンデ戦で下手が2つ石を置いて対局することを2子局と呼ぶ。

## 一色碁
両者が黒か白のみの碁石で打つ囲碁。どちらの手なのかを覚える必要があるため難易度が高い。